# القانون أعمى
القانون أعمى (بالهندية: अंधा कानून) (بالإنجليزية: Andhaa Kaanoon)‏ هو فيلم أكشن باللغة الهندية عام 1983 من إخراج تي راما راو وبطولة راجنيكانث وهيما ماليني ورينا روي في الأدوار الرئيسية ويضم طاقمًا من الممثلين في الأدوار الداعمة بما في ذلك بريم شوبرا وداني دينزونجبا وبران ومادان بوري وأمريش بوري. يظهر أميتاب باتشان في ظهور خاص مطول إلى جانب مادهافي ويظهر دارمندرا ديول في ظهور قصير. إنه طبعة جديدة للفيلم التاميلي ساتام أورو إيروتاراي (1981). حقق الفيلم نجاحًا نقديًا وتجاريًا وكان خامس أعلى فيلم من حيث الإيرادات في عام 1983. هذا هو الظهور الأول للنجم التاميلي راجنيكانث في بوليوود.

## قصة
يعتزم فيجاي سينغ الانتقام من ثلاثة رجال تسببوا في صدمة وقتل بعض أفراد عائلته. انضمت شقيقة فيجاي، دورجا ديفي سينغ، إلى قسم الشرطة فقط للانتقام من هؤلاء الرجال الثلاثة من خلال الوسائل القانونية. قرر فيجاي قتلهم واحدًا تلو الآخر من خلال تطبيق القانون بنفسه لأنه لا يؤمن بالقانون.
ذات يوم، يلتقي فيجاي بجان نثار خان الغاضب والمرير الذي تم إطلاق سراحه للتو من السجن. كان خان يعمل ضابطًا للغابات، ويعيش مع زوجته زاكيا وابنته نيلو. في أحد الأيام أثناء تأدية واجبه، صادف بعض الصيادين الذين كانوا يقطعون أشجار الصندل بشكل غير قانوني. وعندما تم تحديهم، قاموا بالرد. وقد نشب صراع أدى إلى مقتل أحدهم، وهو رام جوبتا. اتُهم خان بالقتل، وتمت محاكمته وحُكم عليه بالسجن لمدة 20 عامًا. كانت زوجته مصدومة ومدمرة، وتم اغتصابها وقتلت نفسها وابنتهما.
يقرر خان الآن مساعدة فيجاي. علاوة على ذلك، يكتشف خان أن جوبتا لا يزال على قيد الحياة. تشكل كيفية نجاح الأبطال الثلاثة، خان ودورجا وفيجاي، في الانتقام من الأعداء بقية القصة.

## طاقم التمثيل
- هيما ماليني بدور المفتشة دورجا ديفي سينغ
- راجنيكانث بدور فيجاي كومار سينغ، شقيق دورجا
  - هاريش كومار بدور يونغ فيجاي
- رينا روي بدور مينا شريفاتساف
- أميتاب باتشان بدور جان نزار خان (ظهور خاص ممتد)
- مادهافي بدور زخيا خان، زوجة جان نزار (ظهور خاص ممتد)
- بريم شوبرا بدور أمارناث
- داني دينزونجبا بدور أكبر علي
- بران بدور أنتوني دكروز
- مادان بوري بدور السجان جوبتا
- أمريش بوري بدور رام جوبتا
- شاندراشيخار دوبي بدور ماماجي
- أوم شيفبوري بصفته مفوض الشرطة كيه. بي. لال
- سولوشانا لاتكار بدور والدة دورجا وفيجاي
- غوتامي في دور الأخت الكبرى لدورجا وفيجاي (الضحية)
- أورميلا بهات بدور والدة مينا
- عصراني بدور الشرطي عسراني
- آغا بدور شرطي
- دارميندرا كسائق شاحنة (نقش)

## استقبال
كتب إس فينكات نارايان من صحيفة إنديا توداي: "إن فيلم القانون الأعمى هو ما يسمونه فيلم ماسالا. فهو يحتوي على العنف والظلم والجنس والانتقام والإثارة والتصوير الجيد والإخراج الماهر. أما الجرعة فهي قاتلة مثل مشروب الساحرات. والقصة معقدة للغاية بحيث لا يمكن الاهتمام بها".

## الموسيقى التصويرية
جميع كلمات الأغنية من تأليف أناند باكشي والموسيقى من تأليف لاكسميكانت–بياريلال.
| #  | عنوان                             | المدة |
| -- | --------------------------------- | ----- |
| 1. | "Andhaa Kaanoon"                  |       |
| 2. | "Rote Rote" (Happy)               |       |
| 3. | "Rote Rote" (Sad)                 |       |
| 4. | "Meri Bahena"                     |       |
| 5. | "Ek Taraf Hum Tum, Ek Taraf Sare" |       |
| 6. | "Mausam Ka Taqaaza Hai"           |       |
| 7. | "Kabhi Na Kabhi"                  |       |

## مصدر
- Ramachandran، Naman (2014) [2012]. Rajinikanth: The Definitive Biography. New Delhi: دار بنغون للنشر. ISBN:978-0-14-342111-5.

## روابط خارجية
- القانون أعمى على موقع IMDb (الإنجليزية)
- القانون أعمى على موقع قاعدة بيانات الأفلام العربية
- القانون أعمى على موقع قاعدة بيانات الفيلم (الإنجليزية)
- القانون أعمى على موقع ليتربوكسد (الإنجليزية)
- القانون أعمى على موقع كينوبويسك (الروسية)